# Vlag van de Karmapa

Vlag van de Karmapa

De vlag van de Karmapa, Namchen of Namkyen Gyaldar is een vlag van de gyalwa karmapa, de hoogste lama van de karma kagyü-traditie in het Tibetaans boeddhisme.
De vlag werd ingevoerd nadat hij in een droom van de zestiende karmapa Rangjung Rigpey Dorje (1924 - 1981) was verschenen. De vlag is in het mahayana een uitbeelding van de oceaan van wijsheid (Tibetaans: gyalwa or Mong. dala). De blauwe kleur verwijst naar oceaan en de symboliseert de dharmakaya; de goudgele kleur verwijst naar groot geluk en straalt een glimlach uit. Het wordt ook gezien als de mix tussen de wijsheid en compassie.
De vlag van de Tibetaanse provincie Kham is geïnspireerd op de vlag van de karmpapa, waarbij linksboven cyaan is en rechtsonder rood, met in de linkerbovenhoek een ronde zon.